# Estola annulicornis
Estola annulicornis là một loài bọ cánh cứng trong họ Cerambycidae.